# Calantica grandiflora
Calantica grandiflora är en videväxtart som beskrevs av Hippolyte François Jaubert och Louis René Tulasne. Calantica grandiflora ingår i släktet Calantica och familjen videväxter. Inga underarter finns listade i Catalogue of Life.